# Lijst van nummer 1-hits in Wallonië in 2014
Deze hits stonden in 2014 op nummer 1 in de Waalse Ultratop 50, de bekendste hitlijst in Wallonië.
| Datum        | Artiest                                  | Titel                            |
| ------------ | ---------------------------------------- | -------------------------------- |
| 4 januari    | Stromae                                  | Tous les mêmes                   |
| 11 januari   | Pharrell Williams                        | Happy                            |
| 18 januari   | Pharrell Williams                        | Happy                            |
| 25 januari   | Pharrell Williams                        | Happy                            |
| 1 februari   | Pharrell Williams                        | Happy                            |
| 8 februari   | Pharrell Williams                        | Happy                            |
| 15 februari  | Pharrell Williams                        | Happy                            |
| 22 februari  | Pharrell Williams                        | Happy                            |
| 1 maart      | Pharrell Williams                        | Happy                            |
| 8 maart      | Pharrell Williams                        | Happy                            |
| 15 maart     | Pharrell Williams                        | Happy                            |
| 22 maart     | Pharrell Williams                        | Happy                            |
| 29 maart     | Pharrell Williams                        | Happy                            |
| 5 april      | Pharrell Williams                        | Happy                            |
| 12 april     | Milky Chance                             | Stolen dance                     |
| 19 april     | Milky Chance                             | Stolen dance                     |
| 26 april     | Pharrell Williams                        | Happy                            |
| 3 mei        | Coldplay                                 | Midnight                         |
| 10 mei       | Coldplay                                 | A Sky Full of Stars              |
| 17 mei       | Pharrell Williams                        | Happy                            |
| 24 mei       | Pharrell Williams                        | Happy                            |
| 31 mei       | Pharrell Williams                        | Happy                            |
| 7 juni       | Milky Chance                             | Stolen dance                     |
| 14 juni      | Milky Chance                             | Stolen dance                     |
| 21 juni      | Pitbull, Jennifer Lopez & Cláudia Leitte | We are one (Ole ola)             |
| 28 juni      | Magic System & Chawki                    | Magic in the air                 |
| 5 juli       | Magic System & Chawki                    | Magic in the air                 |
| 12 juli      | Magic System & Chawki                    | Magic in the air                 |
| 19 juli      | Lilly Wood & The Prick & Robin Schulz    | Prayer in C (Robin Schulz remix) |
| 26 juli      | Lilly Wood & The Prick & Robin Schulz    | Prayer in C (Robin Schulz remix) |
| 2 augustus   | Lilly Wood & The Prick & Robin Schulz    | Prayer in C (Robin Schulz remix) |
| 9 augustus   | Lilly Wood & The Prick & Robin Schulz    | Prayer in C (Robin Schulz remix) |
| 16 augustus  | Lilly Wood & The Prick & Robin Schulz    | Prayer in C (Robin Schulz remix) |
| 23 augustus  | Lilly Wood & The Prick & Robin Schulz    | Prayer in C (Robin Schulz remix) |
| 30 augustus  | Lilly Wood & The Prick & Robin Schulz    | Prayer in C (Robin Schulz remix) |
| 6 september  | Lilly Wood & The Prick & Robin Schulz    | Prayer in C (Robin Schulz remix) |
| 13 september | Lilly Wood & The Prick & Robin Schulz    | Prayer in C (Robin Schulz remix) |
| 20 september | Lilly Wood & The Prick & Robin Schulz    | Prayer in C (Robin Schulz remix) |
| 27 september | Lilly Wood & The Prick & Robin Schulz    | Prayer in C (Robin Schulz remix) |
| 4 oktober    | Lilly Wood & The Prick & Robin Schulz    | Prayer in C (Robin Schulz remix) |
| 11 oktober   | Lilly Wood & The Prick & Robin Schulz    | Prayer in C (Robin Schulz remix) |
| 18 oktober   | Lilly Wood & The Prick & Robin Schulz    | Prayer in C (Robin Schulz remix) |
| 25 oktober   | Lilly Wood & The Prick & Robin Schulz    | Prayer in C (Robin Schulz remix) |
| 1 november   | David Guetta & Sam Martin                | Dangerous                        |
| 8 november   | David Guetta & Sam Martin                | Dangerous                        |
| 15 november  | David Guetta & Sam Martin                | Dangerous                        |
| 22 november  | David Guetta & Sam Martin                | Dangerous                        |
| 29 november  | David Guetta & Sam Martin                | Dangerous                        |
| 6 december   | David Guetta & Sam Martin                | Dangerous                        |
| 13 december  | David Guetta & Sam Martin                | Dangerous                        |
| 20 december  | Selah Sue                                | Alone                            |
| 27 december  | David Guetta & Sam Martin                | Dangerous                        |